# Niveau de convection libre
Pour les articles homonymes, voir NCL et LFC.

Diagramme du parcours d'une parcelle d'air humide soulevée le long de B-C-E par rapport à la température de l'environnement (T) et l'humidité contenue dans la masse d'air (Tw)

Le niveau de convection libre (NCL) (aussi appelé par son acronyme anglophone LFC pour  Level of Free Convection), s'il existe, est le niveau le plus bas de l'atmosphère où la température d'une parcelle d'air en ascension devient supérieure à la température de l'air environnant dans une atmosphère saturée (en pratique dans un nuage convectif). Ceci considère que la parcelle d'air provient du sol et qu'elle est soulevée soit par forçage mécanique, soit par convection.

## Détermination
La façon habituelle de déterminer le NCL est de soulever une parcelle d'air depuis un niveau inférieur. Elle atteindra la saturation au niveau de condensation par ascension (NCA). C'est là où la ligne du gradient thermique adiabatique sec, venant de la température de départ (point A), rencontre la ligne de rapport de mélange de l'air soulevé (figure ci-contre). 
Par la suite, si la particule continue son ascension jusqu'à rencontrer la température de l'environnement, elle atteint le niveau de convection libre (NCL). Elle commence donc ensuite à être plus chaude que l'environnement. Ceci amène, par la loi des gaz parfaits (pV = nRT), son volume à être plus grand et donc moins dense que l'environnement. Il s'ensuit une poussée ascensionnelle d'Archimède conduisant à former des nuages convectifs tels que les nuages d'orage et les cumulus.

## Potentiel convectif
Si le NCA et le NCL sont identiques, l'atmosphère est convective. Par contre, si le NCA se produit avant le NCL, la masse d'air est potentiellement instable alors qu'il faut une force extérieure (réchauffement ou soulèvement) pour déclencher la convection. Finalement, si le NCA se produit après le NCL, la masse d'air est instable, mais il manque de l'humidité.